# قائمة معدات القوات المسلحة اللبنانية
لا تزال المعدات التي تمتلكها القوات المسلحة اللبنانية تحتوي على كميات كبيرة من الأسلحة القديمة ولكنها بدأت في بعض التحسينات الرئيسية في الآونة الأخيرة. تعتبر مركبة إم-113 التي توجد عادة مع كل فوج ولواء هي العنصر الرئيسي في القوات البرية. توجد مجموعة من الأسلحة والمعدات الغربية والسوفيتية تتراوح من البنادق إلى الدبابات. ومع ذلك لا يزال الجيش اللبناني يحاول إعادة تسليح نفسه وتحديثه من خلال مساعدات ومشتريات جديدة من دول مختلفة مثل الولايات المتحدة وبلجيكا وروسيا وهولندا .

## التسليح والتحديث
تحاول القوات المسلحة اللبنانية تحديث وتجهيز نفسها منذ عام 2005. نظرًا لقيود الميزانية وبدلاً من إنتاج صناعة أسلحة محلية تعتمد القوات المسلحة اللبنانية على التبرعات والمعدات ذات السعر المناسب.
تقوم الولايات المتحدة بتزويد الجيش اللبناني بأسلحة خفيفة ومتوسطة منذ عام 2005 في شكل مجموعة من المعدات التي لا تزال قيد التنفيذ تصل قيمتها إلى 1.2 مليار دولار أمريكي. ومن بين هذه الإمدادات المركبة العسكرية هامفي و وصواريخ TOW 2 و وصواريخ هيلفاير2 و قواذف اي تي 4 و بنادق قنص باريت إم82. زودت الولايات المتحدة لبنان بـ 12 طائرة من طراز آر كيو-11 رافين صغيرة الحجم التي تعمل يدويًا و 183 مدفع إضافي من مدافع الهاوتزر من عام 2008 إلى عام 2016 ، وبذلك يصل العدد الإجمالي إلى 219  ووعدت بتسليم جميع قوارب دوريات المياه وطائرات الهليكوبتر الهجومية.
في 20 أبريل 2015 تسلم الجيش اللبناني 48 صاروخًا قصير المدى من طراز الصاروخ ميلان مضاد للدبابات كجزء من حزمة مساعدات عسكرية بقيمة 3 مليارات دولار تبرعت بها المملكة العربية السعودية.
في 19 فبراير 2016 أعرب قائد الجيش في مقابلة مع صحيفة الأخبار عن حالة المساعدات العسكرية للبنان وقال: هناك مساهمات من العديد من البلدان لكنها تظل رمزية. ولا تزال الولايات المتحدة أكبر مورد للأسلحة . في وقت لاحق من نفس اليوم نقلت وكالة الأنباء السعودية عن مسؤول سعودي أن المملكة العربية السعودية أوقفت برنامج الإمداد العسكري للبنان بقيمة 3 مليارات دولار.

## المعدات

### المسدسات
| الاسم            | بلد الأصل | الصور | ملاحظات       |
| ---------------- | --------- | ----- | ------------- |
| براوينج هاي باور | بلجيكا    |       |               |
| P-64             | بولندا    |       | استخدام محدود |

### البنادق الهجومية
| الاسم        | بلد الأصل        | الصور                                           | ملاحظات |
| ------------ | ---------------- | ----------------------------------------------- | --- |
| بندقية إم-4  | الولايات المتحدة |                                                 | تستخدم في أفواج التدخل السريع ووحدات القوات الخاصة. |
| بندقية إم 16 | الولايات المتحدة |                                                 | بندقية الإصدار القياسي للجيش اللبناني. يتم استبدال جميع نسخ A1 بالنسخ الأحدث A4. |
|              | الولايات المتحدة | تستخدمها قوات الكوماندوز البحرية لتحل محل MP5 . | |
| أيه كيه-47   | الاتحاد السوفيتي |                                                 | تم استبدال معظم بنادق AK-47 التابعة للجيش اللبناني ببنادق M16 و M4 وسيتم استخدامها فقط في حالة الطوارئ لجنود الاحتياط. لا يزال جنود سلاح الجو اللبناني يستخدمون AK-47. تستخدم مشاة البحرية اللبنانية وحرس السواحل النسخة AKS-74U للقيام بمهام التأمين البحرى. في القوات البرية اللبنانية يستخدم AK-47 من قبل أفواج المدفعية وكتائب المدرعات وأفراد مخابرات الجيش. |
| فاماس        | فرنسا            |                                                 | |
| جي 3         | ألمانيا          |                                                 | تستخدم G3 فقط للتدريب . |
| SIG SG 540   | سويسرا           |                                                 | تم نقل معظمهم إلى قوات الأمن الداخلي اللبناني. |

### بنادق القنص
| الاسم        | بلد الأصل        | الصور |
| ------------ | ---------------- | ----- |
| باريت إم82   | الولايات المتحدة |       |
| إم 24        | الولايات المتحدة |       |
| ستاير SSG 69 | النمسا           |       |
| QBU-88       | الصين            |       |

### الرشاشات
| الاسم      | بلد الأصل        | إصدارات | الصور                                        |
| ---------- | ---------------- | ------- | -------------------------------------------- |
| إم249      | الولايات المتحدة |         |                                              |
| إم240      | الولايات المتحدة | 240 إم  | PEO M240L MG Telescoping Stock الجانب الأيمن |
| رشاش إم60  | الولايات المتحدة |         |                                              |
| M2 براوننج | الولايات المتحدة |         |                                              |
| إف إن ماج  | بلجيكا           |         |                                              |
| إف إن مينى | بلجيكا           |         |                                              |

### البنادق الأخرى
| الاسم          | بلد الأصل        | نوع            | الصور                        |
| -------------- | ---------------- | -------------- | ---------------------------- |
| هيكلر وكوخ MP5 | ألمانيا          | مدفع رشاش      |                              |
| FN P90         | بلجيكا           | سلاح دفاع شخصي |                              |
| AKS-74U        | الاتحاد السوفيتي | سلاح دفاع شخصي |                              |
| فرانشي SPAS-12 | إيطاليا          | بندقية قتالية  | ملف:SPAS-12 stock folded.jpg |

### قاذفات الصواريخ / القنابل اليدوية
| الاسم      | بلد الأصل        | الصور |
| ---------- | ---------------- | ----- |
| M203       | الولايات المتحدة |       |
| لاو ام M72 | الولايات المتحدة |       |
| M141 قاذف  | الولايات المتحدة |       |
| آر بي جي 7 | الاتحاد السوفيتي |       |
| اى تى 4    | السويد           |       |

### بنادق عديمة الارتداد
| سلاح المدفعية | نوع                   | بلد الأصل        | صورة فوتوغرافية |
| ------------- | --------------------- | ---------------- | --------------- |
| M40           | بندقية عديمة الارتداد | الولايات المتحدة |                 |
| MK 19         | قاذفة قنابل           | الولايات المتحدة |                 |

### صاروخ مضاد للدبابات / قذيفة مدفعية موجهة
| سلاح المدفعية   | بلد الأصل        | صورة فوتوغرافية |
| --------------- | ---------------- | --------------- |
| بي جي إم-71 تاو | الولايات المتحدة |                 |
| الصاروخ ميلان   | فرنسا            |                 |
| الصاروخ هوت     | فرنسا            |                 |
| M712 كوبرهيد    | الولايات المتحدة |                 |

### أسلحة مضادة للطائرات
| سلاح المدفعية | نوع                   | بلد الأصل        | صورة فوتوغرافية |
| ------------- | --------------------- | ---------------- | --------------- |
| ستريلا 2      | سام                   | الاتحاد السوفيتي |                 |
| ZU-23-2       | مدفعية مضادة للطائرات | الاتحاد السوفيتي |                 |

### خوذات
| الاسم                                                     | بلد الأصل        | نوع          | الصور | ملاحظات                                                                                         |
| --------------------------------------------------------- | ---------------- | ------------ | ----- | ----------------------------------------------------------------------------------------------- |
| نظام دروع أفراد القوات البرية                             | الولايات المتحدة | خوذة القتال  |       | خوذات الإصدار القياسية للجيش اللبناني التي يتم استبدالها بخوذة قتالية محسّنة من الولايات المتحدة |
| خوذة الاتصالات المتكاملة المعيارية / خوذة القتال المتقدمة | الولايات المتحدة | خوذة القتال  |       | تستخدمها قيادة العمليات الخاصة اللبنانية وبعض الوحدات الأخرى                                    |
| خوذة القتال المحسنة (الولايات المتحدة)                    | الولايات المتحدة | خوذة القتال  |       | استبدال نظام الدروع لأفراد القوات البرية لتصبح الخوذة القياسية للجيش اللبناني                   |
| MICH 2001 / Ops-Core FAST Helmet                          | الولايات المتحدة | خوذة القتال  |       | تستخدمها قيادة العمليات الخاصة اللبنانية                                                        |
| خوذة موديل 1978                                           | فرنسا            | خوذة المعركة |       | استخدام محدود                                                                                   |

### بصريات
| الاسم           | بلد الأصل        | نوع                 | الصور |
| --------------- | ---------------- | ------------------- | ----- |
| EOTECH          | الولايات المتحدة | صورة ثلاثية الابعاد |       |
| منظار M4        | الولايات المتحدة |                     |       |
| تلسكوب gunsight | الولايات المتحدة | مشهد تلسكوبي        |       |

### معدات الرؤية الليلية
| الاسم       | بلد الأصل        | نوع                                  | الصور |
| ----------- | ---------------- | ------------------------------------ | ----- |
| AN / PVS-14 | الولايات المتحدة | جهاز الرؤية الليلية                  |       |
| AN / PVS-7  | الولايات المتحدة | جهاز الرؤية الليلية                  |       |
| AN / PEQ-2  | الولايات المتحدة | جهاز الأشعة تحت الحمراء وليزر وإضاءة |       |
| AN / PEQ-15 | الولايات المتحدة | جهاز الأشعة تحت الحمراء وليزر وإضاءة |       |
| AR-2A       | الولايات المتحدة | ليزر الأشعة تحت الحمراء              |       |

### المركبات غير المشغولة
| نموذج                             | إصدارات                                                                                  | بلد الأصل        | في الخدمة | ملاحظات              | Picturess |
| --------------------------------- | ---------------------------------------------------------------------------------------- | ---------------- | --------- | -------------------- | --------- |
| همفي                              | M998 / M1025 / M1046 / M1035                                                             | الولايات المتحدة | +1350     |                      |           |
| مرسيدس بنز 250 GD "الذئب"         | سياره اسعاف                                                                              | ألمانيا          | 20        |                      |           |
| M54 5 طن 6 × 6 شاحنة              | حمولة                                                                                    | الولايات المتحدة |           |                      |           |
| لاند روفر ديفندر 90               | الشحن / النقل                                                                            | المملكة المتحدة  |           |                      |           |
| M151 MUTT                         | A2                                                                                       | الولايات المتحدة |           | في الاستخدام المحدود |           |
| CUCV                              | سيارة إسعاف M1008 / M1009 / M1010 / M1028 / M880 / M882 / M883 / M885 / M886 سيارة إسعاف | الولايات المتحدة |           | في الاستخدام المحدود |           |
| AIL M325 قيادة السيارة            | الشحن / النقل                                                                            | إسرائيل          |           | في الاستخدام المحدود |           |
| تويوتا لاند كروزر                 | المواصلات                                                                                | اليابان          |           |                      |           |
| M35 سلسلة 2½ طن 6 × 6 شاحنة بضائع | الشحن / النقل                                                                            | الولايات المتحدة |           |                      |           |
| DAF YA 4440/4442                  | الشحن / النقل                                                                            |                  |           |                      |           |
| كاماز 4310                        | الشحن / النقل                                                                            | روسيا            |           |                      |           |
| فولكس واجن ترانسبورتر (T5)        | المواصلات                                                                                | ألمانيا          |           |                      |           |
| بولاريس رينجر 500 4 × 4           | ATV                                                                                      | الولايات المتحدة |           |                      |           |
| كاواساكي                          | القوة الغاشمة 750 4 × 4i                                                                 | اليابان          |           |                      |           |

### الدبابات
| الاسم   | بلد الأصل                 | في الخدمة                                 | صور |
| ------- | ------------------------- | ----------------------------------------- | --- |
| M60     | الولايات المتحدة / الأردن | 10، (4 M-60A3ttc و 6 M-60A3IFCS) / 46 TBD |     |
| M48     | الولايات المتحدة / الأردن | 86 نشط                                    |     |
| T-54/55 | الاتحاد السوفيتي          | 270 نشط                                   |     |

### ناقلة جنود مدرعة
| نموذج | بلد الأصل        | في الخدمة | ملاحظات                                   | الصور |
| ----- | ---------------- | --------- | ----------------------------------------- | ----- |
| M1151 | الولايات المتحدة | 109       | 100 إضافية تم التعاقد عليهم.              |       |
| M113  | الولايات المتحدة | 2,000+    | العديد منها مسلح ب BGM-71 TOW و ZU-23-2 . |       |
| VAB   | فرنسا            | 100       |                                           |       |

### مركبات القتال المدرعة
| الاسم            | بلد الأصل        | في الخدمة | ملاحظات                              | الصور |
| ---------------- | ---------------- | --------- | ------------------------------------ | ----- |
| برادلي           | الولايات المتحدة | 32        |                                      |       |
| AIFV-B-C25       | الولايات المتحدة | 16        | 16 مركبة بلجيكية سابقة AIFV-B-C25.   |       |
| VAB              | فرنسا            | 35        | مجهزة بصواريخ HOT II                 |       |
| ZSU-23-4 "شيلكا" | الاتحاد السوفيتي | 2         | ينظر في العمل مع الكوماندوز اللبناني |       |

### مدافع الهاوتزر
| سلاح المدفعية    | بلد الأصل        | في الخدمة    | الصور |
| ---------------- | ---------------- | ------------ | ----- |
| M109-A3          | الولايات المتحدة | 12           |       |
| M109-A5          | الولايات المتحدة | 74 'A5 بدائل |       |
| M198             | الولايات المتحدة | 219          |       |
| M114-A1          | الولايات المتحدة | 20           |       |
| M101-A1          | الولايات المتحدة | 15           |       |
| M102             | الولايات المتحدة | 10           |       |
| D-30             | الاتحاد السوفيتي | 42           |       |
| M-1938           | الاتحاد السوفيتي | 33           |       |
| بندقية M-46      | الاتحاد السوفيتي | 25           |       |
| 2A36 جياتسينت- ب | الاتحاد السوفيتي | أكثر من 10   |       |
| BM-21 Grad       | الاتحاد السوفيتي | 30           |       |

### مركبات الدعم / مركبات المدفعية والذخيرة
| سلاح المدفعية                           | بلد الأصل        | في الخدمة      | الصور |
| --------------------------------------- | ---------------- | -------------- | ----- |
| M88A2 اصلاح المركبات                    | الولايات المتحدة | 2 تيرابايت     |       |
| M88A1 اصلاح المركبات                    | الولايات المتحدة | 35             |       |
| M578 اصلاح المركبات                     | الولايات المتحدة |                |       |
| مركبة دعم ذخيرة المدفعية الميدانية M992 | الولايات المتحدة | 10/28 تيرابايت |       |

### المعدات اللوجستية والهندسية
- Minecat 230 كاسحة ألغام [9]
- Armtrac 100 كاسحة ألغام
- Armtrac 75 كاسحة ألغام [10]
- بوزينا كاسحة ألغام
- ميني مين وولف
- الجرافات (المدرعة وغير المدرعة)
- M52
- هادم M543
- شاحنة الصهريج لنقل الوقود M49A2
- فولفو NL10 / NL12
- شيفروليه كودياك
- شاحنات هينو
- حافلات بنيت توماس
- باصات نيسان

### المحاكاة العسكرية
- جانوس [11] [12] [13] مدرب مهارات المشاركة 2000 ، [14]
- TOW محاكاة للدبابات،
- ميلان محاكاة للدبابات
- هيوي محاكاة الطيران وطائرات الهليكوبتر

## المعدات الحديثة
- تلقى الجيش اللبناني صواريخ VAB وهوت وغيرها من المعدات من فرنسا في 30 مايو 2017
- تلقى لبنان 12 ملمًا من طراز M109 بحجم 155 ملم هاوتزر ذاتية الدفع من الأردن في مارس 2015 و 400 سحب 2 بحلول يونيو 2015.
- حصل لبنان على 72 طائرة من طراز M-198 من مدافع الهاوتزر من الولايات المتحدة في 8 فبراير 2015 ، إلى جانب مركبات هامفى التي تبرعت بها الولايات المتحدة كجزء من المساعدات لمحاربة الإرهاب. [15]
- تلقى لبنان 120 لاند روفر ديفندر 90 من المملكة المتحدة في 10 ديسمبر 2013. [16]
- تلقى لبنان 71 سيارة هامفى وام كارجو ومركبات قتالية أخرى تبرعت بها الولايات المتحدة في 17 أغسطس 2013 [17]
- خلال شهر أغسطس 2013 ، عززت فرنسا القدرات التشغيلية للجيش اللبناني من خلال توفير المعدات العسكرية. وشملت التبرعات سترات واقية من الرصاص ومعدات بصرية وصواريخ هوت لشركة جازيل للهليكوبتر [18]
- تلقى لبنان 31 مركبة هامفى مدعومة من قبل الولايات المتحدة في 17 أغسطس 2012.
- استقبل لبنان 24 مركبة هامفى مدعومة من الولايات المتحدة في 22 يوليو 2011.
- تلقى لبنان 106 مركبة تبرعت بها الأمم المتحدة في لبنان في الثالث عشر من أيار 2011
- تلقى لبنان من 30 إلى 198 مدفع هاوتزر في كانون الثاني (يناير) 2010. [19] ويأتي ذلك بعد توريد سابق لـ 41 مدافع هاوتزر في عام 2008 ، و 36 مدافع هاوتزر تديرها القوات المسلحة اللبنانية منذ الثمانينات.
- تلقى لبنان 16 سيارة AIFVs و 12 سيارة إسعاف M-113 أوائل ديسمبر 2009 تم شراء هذه المركبات من بلجيكا. [20]
- في 22 أيار (مايو) ، أعلن لبنان رسمياً تسليم أول 10 طائرات من طراز M60 / A3 وطائرة M88 وعدة بنود أخرى خلال حفل أقيم في مطار بيروت الدولي .
- في 23 مارس 2009 ، تسلمت القوات المسلحة اللبنانية 40 سيارة هامفى و 9 مركبات قتالية من الولايات المتحدة الأمريكية. [21]
- في 20 مارس 2009 ، اشترت القوات المسلحة اللبنانية 6 Kawasaki Brute Force 750 4 × 4i. [22]
- في 28 كانون الأول (ديسمبر) 2008 ، سلمت الولايات المتحدة الأمريكية 72 سيارة هامفى تم تسليمها مؤخرًا اثني عشر من هذه المركبات هي سيارات إسعاف. [23]
- خلال عام 2008 ، زودت الولايات المتحدة لبنان بمدافع 200 M35A3 و 41 M198 هاوتزر. [24]
- اعتبارًا من مارس 2008 تبرعت هولندا بـ 100 شاحنة DAF للجيش اللبناني. [25]